# Pavillon de Galon
Pour les articles homonymes, voir Galon (homonymie).
Le pavillon de Galon est un pavillon de chasse du XVIIIe siècle situé à Cucuron, dans le Luberon (Vaucluse, France). Ses jardins contemporains (plantés en 2004) réinterprètent les classiques jardins à la française et ont été classés jardin remarquable en 2010 par le ministère de la Culture. En 2019, les jardins du Pavillon de Galon reçoivent le Grand Prix National VMF de la création et du Patrimoine.

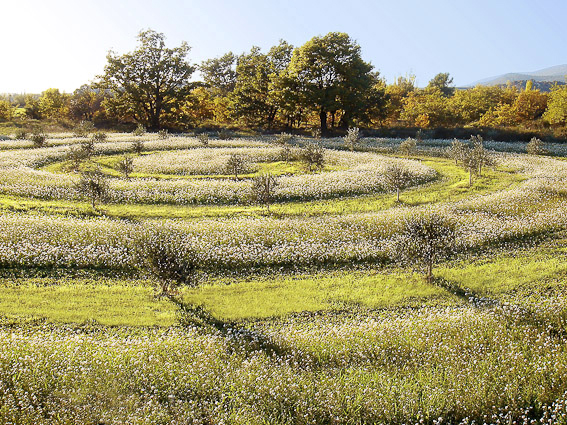
La spirale d'oliviers.
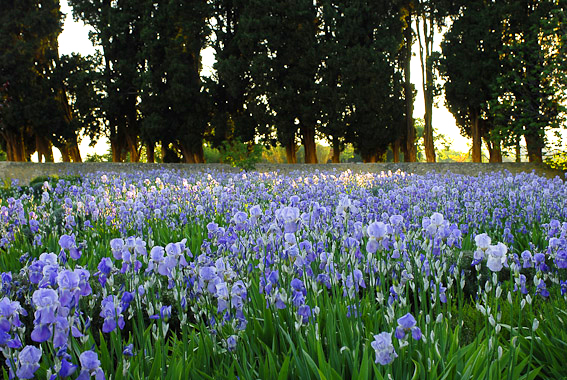
La floraison des iris.
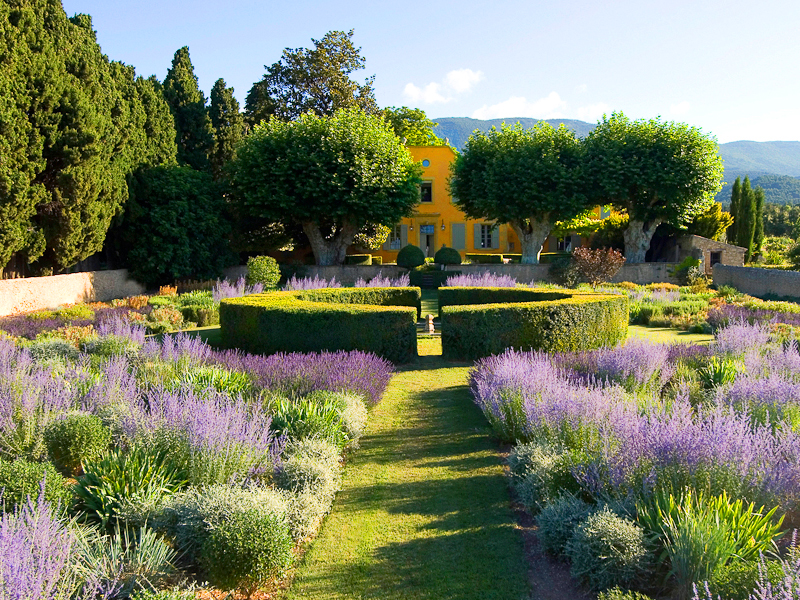
Le jardin à la française.